# فيكتوريا زيلينسكايتي
فيكتوريا زيلينسكايتي (بالروسية: Жилинскайте, Виктория Юрьевна) مواليد 6 مارس 1989 في أوراي، الجمهورية الروسية السوفيتية الاتحادية الاشتراكية، الاتحاد السوفيتي، هي لاعبة كرة يد روسية تلعب كظهير أيسر. مثلت منتخب روسيا لكرة اليد للسيدات. شاركت في دورة الألعاب الأولمبية الصيفية سنة 2012.

## سجل المنافسة
شاركت في البطولات التالية:
- الألعاب الأولمبية الصيفية 2012
- الألعاب الأولمبية الصيفية 2016
- بطولة العالم لكرة اليد للسيدات 2011
- بطولة العالم لكرة اليد للسيدات 2015
- بطولة أوروبا لكرة اليد للسيدات 2012
- بطولة أوروبا لكرة اليد للسيدات 2014
- بطولة أوروبا لكرة اليد للسيدات 2016

## الميداليات
| الميدالية | المسابقة                            |
| --------- | ----------------------------------- |
| ذهبية     | الألعاب الأولمبية الصيفية 2016      |
| ذهبية     | بطولة العالم لكرة اليد للسيدات 2009 |
| برونزية   | بطولة أوروبا لكرة اليد للسيدات 2008 |

## روابط خارجية
- فيكتوريا زيلينسكايتي على موقع الاتحاد الأوروبي لكرة اليد (الإنجليزية)
- فيكتوريا زيلينسكايتي على موقع اللجنة الأولمبية الدولية (الإنجليزية)
- فيكتوريا زيلينسكايتي على موقع أوليمبيديا (الإنجليزية)